# Hochbau

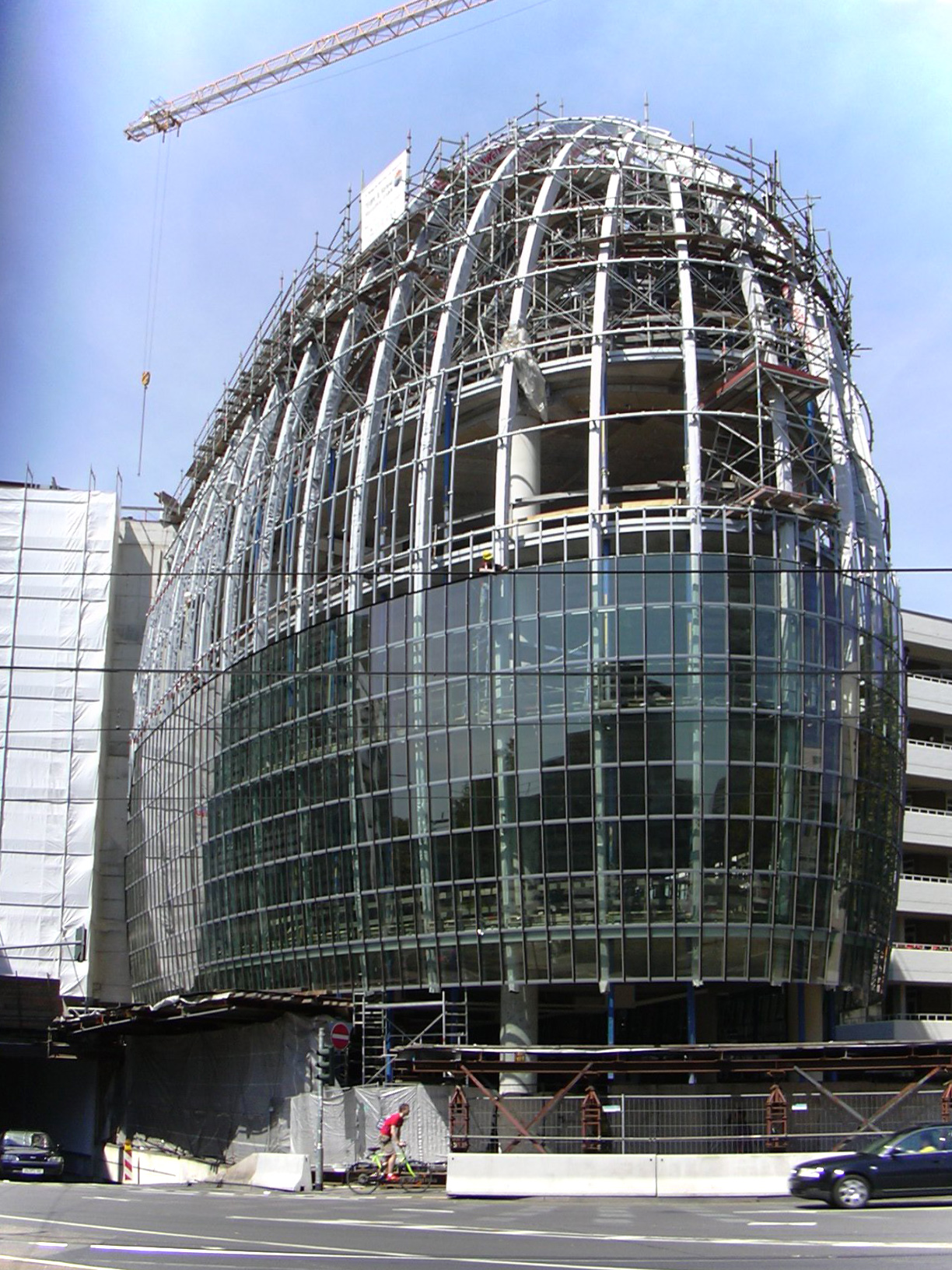
Das Weltstadthaus Peek & Cloppenburg in Köln des Architekten Renzo Piano, fertiggestellt 2005

Der Hochbau ist das Teilgebiet des Bauwesens, das sich mit der Planung und Errichtung von Bauwerken befasst, die mehrheitlich oberhalb der Geländelinie liegen (z. B. Gebäude wie Wohnhäuser oder Türme). Bauwerke, die sich mehrheitlich unterhalb oder auf der Geländelinie befinden, werden dem Tiefbau zugeordnet.

## Projektarten

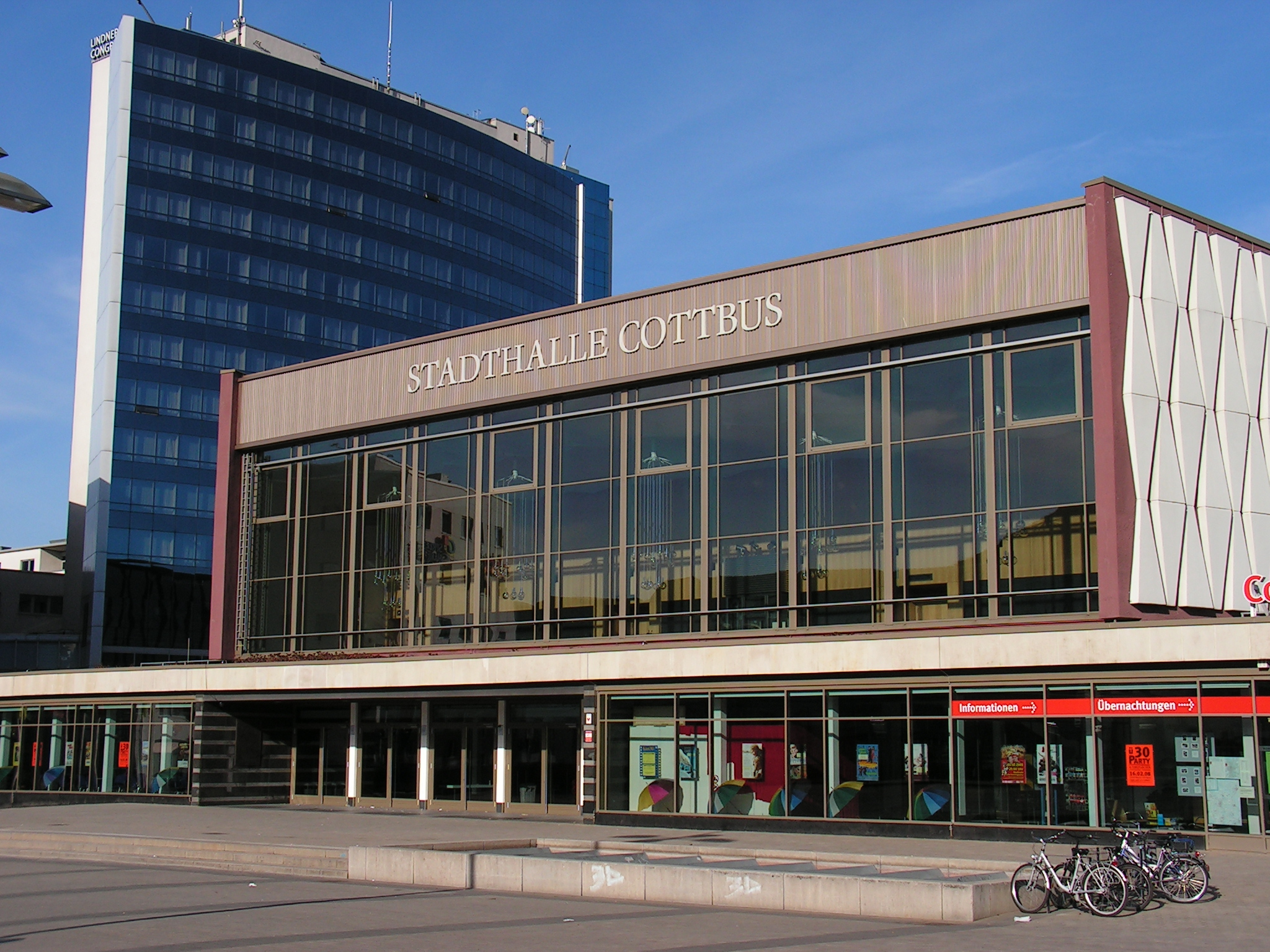
Stadthalle Cottbus

Die üblichen Hochbauprojekte unterscheiden sich im Wesentlichen durch ihre Nutzung und den damit verbundenen Anforderungen an Gestaltung, Wirtschaftlichkeit, Konstruktion und technischen Einrichtungen. Sie lassen sich nach Sommer in folgende acht Kategorien gliedern:
- Verwaltungs- und Bankengebäude – Hohe Ansprüche an die Außenwirkung bei flexiblen, einheitlichen und funktionalen Innenräumen. Meist gerastert.
- Gebäude für Lehre und Forschung – Geringere Ansprüche an die Gestaltung, hier stehen meist wirtschaftliche und funktionale Aspekte im Vordergrund.
- Gebäude für das Gesundheitswesen – Meist gerasterte, wirtschaftliche Gebäude mit besonderen Anforderungen an Funktion und technischer Infrastruktur.
- Veranstaltungsbauten, Museen, Theater, Sakralbau – Hohe Anforderungen an Gestaltung, technische Einrichtungen und Konstruktion.
- Wohnungsbauten, Wohnheime, Hotels – Hohe Anforderungen an Gestaltung und funktionalem Grundriss bei gleichzeitiger Wirtschaftlichkeit. Teilweise gerastert oder Serienbauten.
- Sportstätten, Freizeitanlagen – Hohe Anforderung an Funktion, Wirtschaftlichkeit und Konstruktion.
- Einkaufszentren, Kaufhäuser – Hohe Anforderungen an Wirtschaftlichkeit, fast immer gerastert.
- Industrie- und Produktionsgebäude – Sehr individuelle, nutzungsaffine Gebäude mit hohen Ansprüchen an Wirtschaftlichkeit, fast immer gerastert.

Neben dieser grundsätzlichen Einteilung gibt es aber immer auch Mischformen mit kombinierten Nutzungen wie beispielsweise Wohn- und Geschäftshäuser oder Produktionsgebäude mit Verwaltung. Auch lassen sich nicht immer alle Bauwerke eindeutig dem Hoch- oder Tiefbau zuordnen streng genommen mitunter weder dem Einen noch dem Anderen (z. B. Brücken oder Schleusen). Abweichend von dieser Einteilung unterscheiden Historiker meist nur zwischen Sakralbauten und Profanbauten.

## Projektbeteiligte

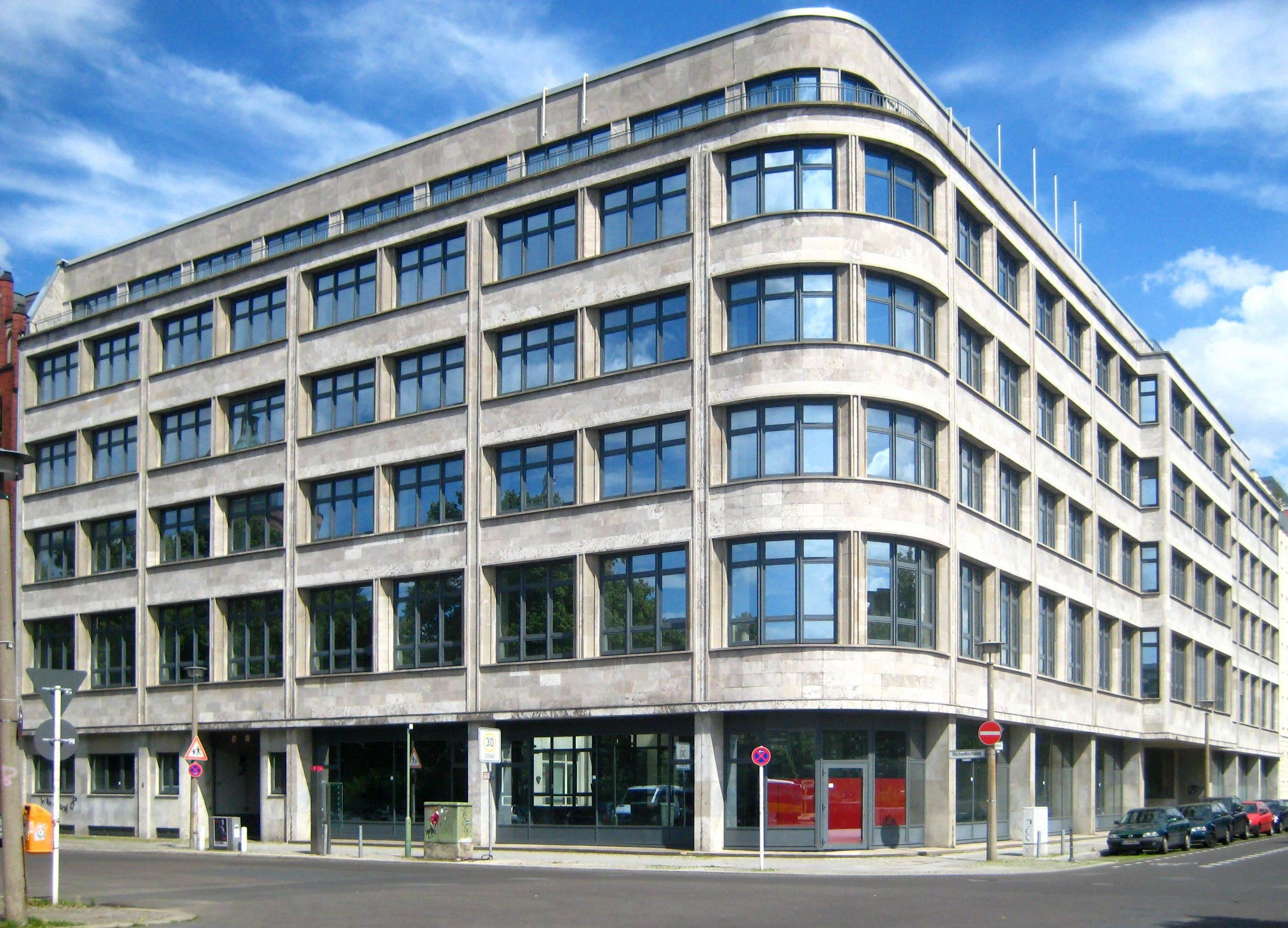
Stahlbeton-Skelettbau

Die an einem Bauvorhaben Beteiligten lassen sich in fünf Gruppen zusammenfassen:
- Auftraggeber (Bauherr),
- Nutzer (Eigentümer, Käufer, Mieter),
- Planer und Berater (Architekten, Bauingenieure und weitere Fachingenieure),
- Behörden (Zulassungs-, Aufsichts-, Genehmigungsstellen),
- Ausführende (Bauunternehmen, Handwerksbetriebe).

Die Planung kann auch vom Auftraggeber selbst übernommen werden, sofern er über entsprechende Kompetenzen und Kapazitäten verfügt, dies gilt auch für die öffentliche Hand.

## Verschiedene Bereiche des Hochbaus

### Konstruktionsarten

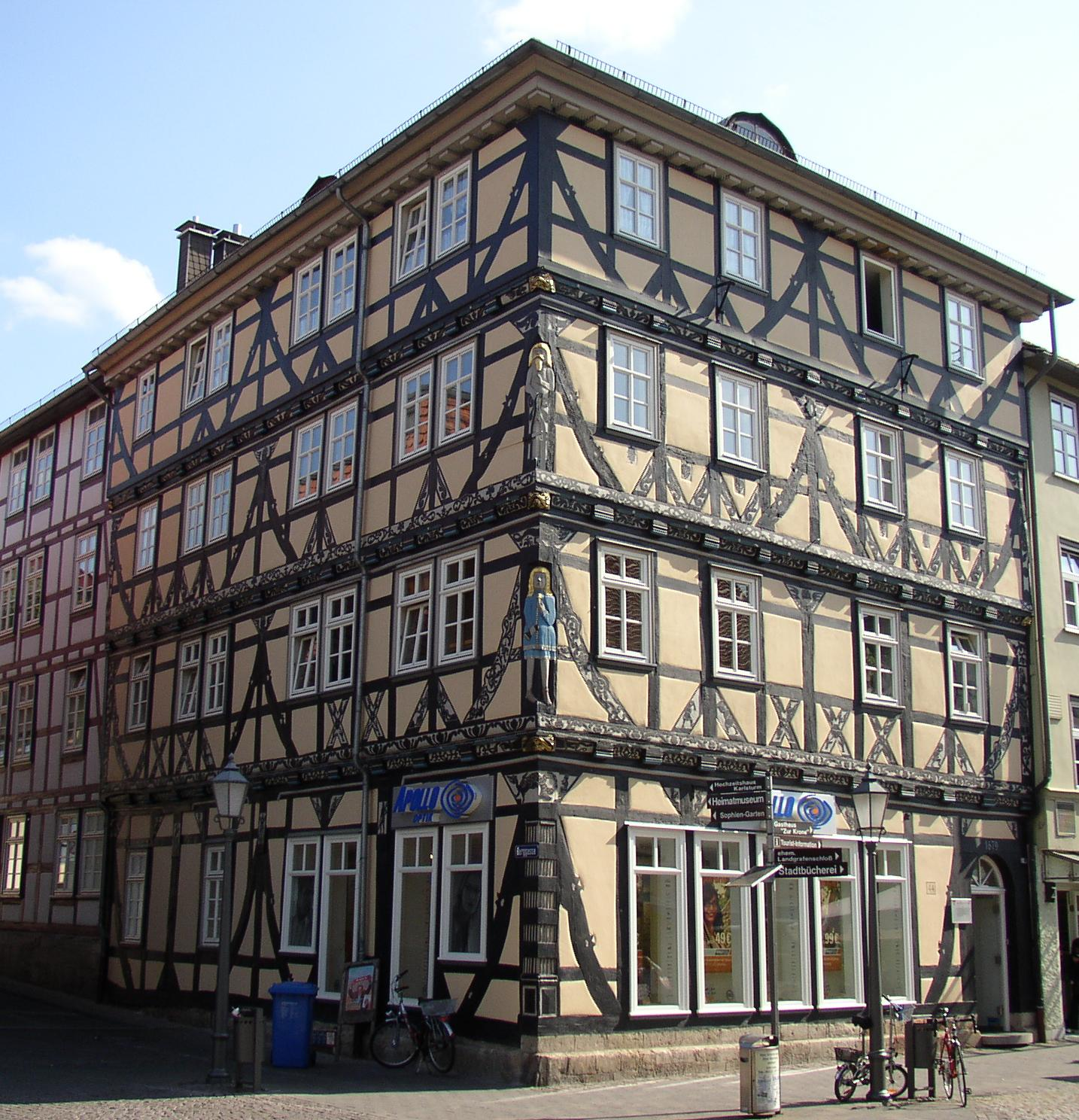
Haus in Fachwerkbauweise (Raiffeisenhaus Eschwege)

Im Hochbau kommen ausschließlich folgende Bauweisen zum Einsatz:
- Massivbau
- Skelettbauweise, Fachwerk
- Holzrahmenbau
- Schottenbauweise
- Systembau

Welche dieser Bauweisen an einem bestimmten Bauvorhaben eingesetzt wird, hängt von individuellen Faktoren ab.

### Materialien im Hochbau
Der Hochbau wird in folgende Materialien kategorisiert:
- Stahlbau, Stahlbetonbau
- Lehmbau, Mauerwerksbau
- Holzbau, Holztafelbauweise
- Trockenbau
- Mineralwolle / Dämmstoff